# Artwork
Artwork — четвёртый студийный альбом американской рок-группы The Used, выпущенный 31 августа 2009 года.

## Стиль, отзывы критиков
Стиве Томас Эрлевайн, рецензент с сайта Allmusic.com, счёл альбом посредственным. По его словам, группа воспринимает свою деятельность очень серьёзно, но при этом во всей её музыке есть «что-то подростковое», а немного улучшившийся исполнительский уровень музыкантов лишь делает диск «ещё более убогим и трудным для прослушивания», чем обычно.

## Список композиций
Все песни написаны The Used.
| №   | Название               | Длительность |
| --- | ---------------------- | ------------ |
| 1.  | «Blood on My Hands»    | 3:18         |
| 2.  | «Empty with You»       | 3:24         |
| 3.  | «Born to Quit»         | 3:34         |
| 4.  | «Kissing You Goodbye»  | 4:09         |
| 5.  | «Sold My Soul»         | 4:12         |
| 6.  | «Watered Down»         | 3:58         |
| 7.  | «On the Cross»         | 3:07         |
| 8.  | «Come Undone»          | 3:24         |
| 9.  | «Meant to Die»         | 3:46         |
| 10. | «The Best of Me»       | 4:29         |
| 11. | «Men Are All the Same» | 5:54         |

| №   | Название                                                                              | Длительность |
| --- | ------------------------------------------------------------------------------------- | ------------ |
| 12. | «On My Own " (acoustic from PureVolume Sessions)» (acoustic from PureVolume Sessions) | 3:13         |
| 13. | «Lunacy Fringe» (acoustic from PureVolume Sessions)                                   | 4:18         |
| 14. | «Empty with You» (acoustic from PureVolume Sessions)                                  | 4:01         |
| 15. | «Mosh N' Church» (demo)                                                               | 3:21         |

| №   | Название                           | Длительность |
| --- | ---------------------------------- | ------------ |
| 12. | «In a Needle»                      | 3:56         |
| 13. | «On the Cross» (Save Yourself Mix) | 3:04         |

| №   | Название                                     | Длительность |
| --- | -------------------------------------------- | ------------ |
| 12. | «Something Safe» (demo)                      | 3:14         |
| 13. | «Blood on My Hands» (uncensored music video) |              |

| №  | Название               | Длительность |
| -- | ---------------------- | ------------ |
| 1. | «Behind The Scenes»    |              |
| 2. | «Making Of The Album»  |              |
| 3. | «Exclusive Interviews» |              |

## Над альбомом работали
The Used
- Берт МакКрэкен — вокал, фортепиано
- Джеф Говард — бас-гитара
- Куинн Оллман — гитара
- Дэн Уайтсайдс — ударные
- Продюсер — Мэтт Сквайр

## Позиции в чартах
| Чарт (2009)                     | Позиция |
| ------------------------------- | ------- |
| Australian Albums Chart         | 17      |
| Canadian Albums Chart           | 10      |
| UK Albums Chart                 | 63      |
| US Billboard 200                | 10      |
| US Billboard Alternative Albums | 8       |
| US Billboard Hard Rock Albums   | 2       |
| US Billboard Rock Albums        | 5       |